# كريس ويد
كريس ويد (بالإنجليزية: Chris Wade)‏ هو سياسي أمريكي، ولد في 26 ديسمبر 1945.